# Хайнс, Ларри
Ларри Хайнс (англ. Larry Haines), настоящая имя Ларри Хект (Larry Hecht; 3 августа 1918, Маунт-Вернон, Нью-Йорк — 17 июля 2008, Делрей-Бич, Флорида, США) — американский актёр.

## Ранние годы
Хект родился 3 августа (по другим источникам 18 августа) 1918 года в Маунт-Верноне, штат Нью-Йорк. Он был активно занят в школьном театре в старших классах школы, и когда он учился в колледже, ему посоветовали попробовать стать профессиональным актёром. После нескольких месяцев обучения он прошёл прослушивание на канале Си-би-эс. Он бросил учёбу на втором курсе колледжа и «пошёл прямо на радио, работая на маленьких станциях по всему Нью-Йорку», начиная с WWRL.